# IV. Henrik, 2. rész (Shakespeare)
A IV. Henrik második része William Shakespeare királydrámája, amely vélhetően 1597-ben íródott, a IV. Henrik első részével egy évben. A mű a második tetralógiának is nevezett négyrészes drámasorozat harmadik része a II. Richárd, a IV. Henrik első része és az V. Henrik mellett.

## A darab keletkezése és megjelenése
A IV. Henrik második részéről 1600. augusztus 23-i dátummal található bejegyzés a Stationers’ Register-ben. Ugyanakkor feltételezhető, hogy a darabot Shakespeare korábban írta, illetve már előadások is készültek belőle. A mű a IV. Henrik első részének folytatása, így feltételezhetően keletkezéstörténeti szempontból is szervesen összekapcsolódnak: Shakespeare valószínűleg az első rész megírása után fogott neki a második résznek. Az is hozzájárul ehhez a feltételezéshez, hogy Falstaff karaktere eredetileg Oldcastle néven szerepelt a IV. Henrik első részében (ezt a IV. Henrik második részének Epilógusából tudjuk meg), amely akkortájt többek – de főként William Brook – számára elfogadhatatlannak bizonyult, mivel humoros formában mutatta be a protestáns mártírt. Ennek hatására Shakespeare az 1597-1598-as előadásokra megváltoztatta a szereplő nevét, így ekkorra mind a IV. Henrik első része, mind a mű második része az átírt névvel szerepelt. Alátámasztja még az 1597 körüli keletkezést Benjamin Jonson 1599-es Every Man Out of His Humour című darabja is, amelyben a szerző utal Shakespeare művének Hallga (angol nevén Silence – Vas István és Lévay József fordítása) nevű karaktére.
A darab elsőként kvartó kiadásban jelent meg 1600-ban a következő címmel: THE Second part of Henrie the fourth, continuing to his death, and coronation of Henrie the fift. With the humours of sir Iohn Falstaffe, and swaggering Pistoll. A kvartó kiadásnak kétféle változata van, ebből a második változat további négy oldallal egészíti ki az elsőt – ez alkotja a ma ismert harmadik felvonást. Ez a kvartó kiadás Shakespeare „végső letisztázást nélkülöző javítatlan kéziratán” (angol: foul papers) alapul.  A darab 1623-ban jelent meg az Első Fólió részeként, The Second Part of Henry the Fourth, Containing his Death: and the Coronation of King Henry the Fift címmel. (An Introduction to this Text: Henry IV, Part 2, a Folger Shakespeare weboldala) A fólió kiadás eltér a kvartótól: további nyolc szakaszt (körülbelül 170 sort), illetve apróbb módosításokat tartalmaz. A legtöbb mai változat a fólió és a kvartó különböző mértékű variációját alkalmazza.

## A darab forrásai
Lényeges forrásként valószínűsíthető Raphael Holinshed 1587-es The Chronicles of England, Scotland, and Ireland című krónikája, amelynek hatása a darab politikai cselekményében érzékelhető.  További jelentős forrásként egy Shakespeare-korabeli, 1598-as névtelen darabot, a The Famous Victories of Henry the Fifth-t említik a kutatók, amely többek között IV. Henrik és fia konfliktusában mutatható ki a darab cselekményét illetően. Ezen felül megemlítendő még Samuel Daniel 1595-ös The First Fowre Bookes of the Ciuile Wars between the two Houses of Lancaster and Yorke című műve, amely szintén az apa-fiú kapcsolat megjelenítését befolyásolhatta (különösen a halálos ágyon fekvő király jelenetét). A források között szerepel még John Stow Annales, or a general Chronicle of England című műve 1592-ből, a The Vnion of the Two Noble and Illustre Families of Lancastre and Yorke Edward Halltól (1548) , valamint a The Boke Named the Gouernour Thomas Elyot-tól (1531).

## Szereplők
| Eredeti név                                           | Lévay József                                                                 | Vas István                                                                  | Az Örkény Színház szereplőlistája (Nádasdy Ádám fordítása) |
| RUMOUR, the Presenter                                 | -                                                                            | A HÍR, előadó                                                               | -                                                          |
| KING HENRY the Fourth                                 | IV. Henrik király                                                            | IV. HENRIK KIRÁLY                                                           | IV. Henrik, Anglia Királya                                 |
| PRINCE HENRY, afterwards Crowned King Henry the Fifth | Henrik, walesi herczeg                                                       | HENRIK, walesi herceg, később V. HENRIK király                              | Henrik, a fia, a Walesi Herceg                             |
| PRINCE JOHN OF LANCASTER                              | Lancaster János, herczeg                                                     | JOHN, Lancaster hercege                                                     | János herceg, a Király kisebbik fia                        |
| HUMPHREY [DUKE] OF GLOUCESTER                         | Gloster Humphrey, herczeg                                                    | HUMPHREY, Gloster hercege                                                   | Humphrey herceg, a Király fia                              |
| THOMAS [DUKE] OF CLARENCE                             | Tamás, clarencei herczeg                                                     | THOMAS, Clarence hercege                                                    | Tamás herceg, a Király fia                                 |
| [HENRY PERCY, EARL OF] NORTHUMBERLAND                 | Northumberland, gróf                                                         | NORTHUMBERLAND GRÓF                                                         | Id. Henry Percy, őrgróf                                    |
| THE ARCHBISHOP OF YORK                                | Scroop, yorki érsek                                                          | RICHARD SCROOP, yorki érsek                                                 | Yorki Érsek                                                |
| [LORD] MOWBRAY                                        | Lord Mowbray                                                                 | LORD MOWBRAY                                                                | Mowbray gróf, főkamarás                                    |
| [LORD] HASTINGS                                       | Lord Hastings                                                                | LORD HASTINGS                                                               | Hastings gróf                                              |
| LORD BARDOLPH                                         | Lord Bardolph                                                                | LORD BARDOPLH                                                               | -                                                          |
| TRAVERS                                               | Travers és Morton, Northumberland szolgái                                    | TRAVERS és MORTON, Northumberland szolgái                                   | Travers, id. Percy alkalmazottja                           |
| MORTON                                                | Travers és Morton, Northumberland szolgái                                    | TRAVERS és MORTON, Northumberland szolgái                                   | Morton                                                     |
| [SIR JOHN] COLEVILE                                   | Sir John Coleville                                                           | SIR JOHN COLEVILLE                                                          | -                                                          |
| [EARL OF] WARWICK                                     | Warwick, gróf                                                                | WARWICK GRÓF                                                                | Warwick gróf                                               |
| [EARL OF] WESTMORLAND                                 | Westmoreland, gróf                                                           | WESTMORELAND GRÓF                                                           | Westmorland őrgróf, a Király sógora                        |
| [EARL OF] SURREY                                      | -                                                                            | SURREY GRÓF                                                                 | -                                                          |
| [SIR JOHN BLUNT]                                      | -                                                                            | BLUNT                                                                       | Blunt                                                      |
| GOWER                                                 | Gower                                                                        | GOWER                                                                       | -                                                          |
| HARCOURT                                              | Harcourt                                                                     | HARCOURT                                                                    | -                                                          |
| [THE] LORD CHIEF JUSTICE                              | A lord főbíró, a kir. törvényszék főbírája                                   | A királyi törvényszék FŐBÍRÁJA                                              | Főbíró                                                     |
| [A SERVANT of the Lord Chief Justice]                 | Altiszt, a főbíró kiséretében                                                | A főbíró SZOLGÁJA                                                           | -                                                          |
| [NED] POINS                                           | Poins és Peto                                                                | POINS                                                                       | Poins Edward lovag                                         |
| [SIR JOHN] FALSTAFF                                   | Falstaff, Bardolph, Pistol, s Apród                                          | SIR JOHN FALSTAFF                                                           | Falstaff János lovag                                       |
| BARDOLPH                                              | Falstaff, Bardolph, Pistol, s Apród                                          | BARDOLPH                                                                    | Bardolf                                                    |
| PISTOL                                                | Falstaff, Bardolph, Pistol, s Apród                                          | PISTOL                                                                      | Lövő, bűnöző                                               |
| PETO                                                  | Poins és Peto                                                                | PETO                                                                        | Peto                                                       |
| PAGE [to Falstaff]                                    | Falstaff, Bardolph, Pistol, s Apród                                          | (Falstaff) APRÓDJA                                                          | -                                                          |
| [ROBERT] SHALLOW                                      | Ferde és Hallga, falusi bírák                                                | BALGA és HALLGA, falusi bírák                                               | -                                                          |
| SILENCE                                               | Ferde és Hallga, falusi bírák                                                | BALGA és HALLGA, falusi bírák                                               | Csöndes                                                    |
| DAVY, servant to Shallow                              | Dávid, Ferde szolgája                                                        | DÁVID, Balga szolgája                                                       | -                                                          |
| FANG and SNARE, two sergeants                         | Zsineg és Körmös, törvényszolgák                                             | ZSINEG és FOGDMEG, törvényszolgák                                           |                                                            |
| [RALPH] MOULDY                                        | Redves, Árnyék, Szemőcs, Vékony, Borjú, újonczok                             | PENÉSZ, ÁRNYÉK, BIBIRCS, VÉZNA és TINÓ, újoncok                             |                                                            |
| [SIMON] SHADOW                                        | Redves, Árnyék, Szemőcs, Vékony, Borjú, újonczok                             | PENÉSZ, ÁRNYÉK, BIBIRCS, VÉZNA és TINÓ, újoncok                             |                                                            |
| [THOMAS] WART                                         | Redves, Árnyék, Szemőcs, Vékony, Borjú, újonczok                             | PENÉSZ, ÁRNYÉK, BIBIRCS, VÉZNA és TINÓ, újoncok                             |                                                            |
| [FRANCIS] FEEBLE                                      | Redves, Árnyék, Szemőcs, Vékony, Borjú, újonczok                             | PENÉSZ, ÁRNYÉK, BIBIRCS, VÉZNA és TINÓ, újoncok                             | Vékony                                                     |
| [PETER] BULLCALF                                      | Redves, Árnyék, Szemőcs, Vékony, Borjú, újonczok                             | PENÉSZ, ÁRNYÉK, BIBIRCS, VÉZNA és TINÓ, újoncok                             | Maczkó                                                     |
| [LADY NORTHUMBERLAND,] NORTHUMBERLAND’S WIFE          | Lady Northumberland                                                          | LADY NURTHUMBERLAND                                                         | -                                                          |
| [LADY PERCY,] PERCY’S WIDOW                           | Lady Percy                                                                   | LADY PERCY                                                                  | Lady Percy, id. Percy felesége                             |
| HOSTESS QUICKLY                                       | Fürge asszony, kocsmárosné                                                   | SÜRGE ASSZONY, eastcheapi kocsmárosné                                       | Szaporáné, üzletvezető a Disznófő kocsmában                |
| DOLL TEARSHEET                                        | Vászon Dorottya                                                              | LEPEDŐ DOLLY                                                                | Paplanos Dolly, prostituált                                |
| [Speaker of the] EPILOGUE                             | A Hír, előadó. Kapus. Tánczos, az utóhang előadója                           | EGY TÁNCOS, az Epilógus előadója                                            | -                                                          |
| [FRANCIS, a drawer]                                   | -                                                                            | -                                                                           | Ferkó, pincértanonc a Disznófő kocsmában                   |
| DRAWER                                                | -                                                                            | -                                                                           | -                                                          |
| [Two] BEADLES                                         | -                                                                            | -                                                                           | -                                                          |
| [Three] STREWERS of rushes                            | -                                                                            | -                                                                           | -                                                          |
| [PORTER]                                              | A Hír, előadó. Kapus. Tánczos, az utóhang előadója                           | KAPUS                                                                       | -                                                          |
| [MESSENGER]                                           | A Hír, előadó. Kapus. Tánczos, az utóhang előadója                           | -                                                                           | Küldönc                                                    |
| [Page to the King]                                    | -                                                                            | -                                                                           | -                                                          |
| [Soldiers, Captain, Musicians, Servants, Attendants]  | Urak és Kiséret. Tisztek, Katonák, Hírnök, Pinczérek, Poroszlók, Inasok stb. | Urak és kíséret; tisztek, katonák, hírnök, pincérek, poroszlók, inasok stb. | -                                                          |

## Cselekmény (Vas István névhasználata alapján)[15]
A cselekmény a IV. Henrik első részének történetét folytatja a shrewsbury-i csatát követően és IV. Henrik uralmát tematizálja.

### Bevezetés
A Bevezetés narrátora, a Hír elárulja, hogy minden szava megkérdőjelezhető, ami a shrewsbury-i csata kimenetelét illeti.

### Első felvonás
Első szín
Northumberland értesül a hamis hírről, miszerint fia, Hővér legyőzte a herceget, s a csatát is megnyerték. Ezt később többen is cáfolják, de megnyugtatják Northumberlandet, hogy még nincs veszve a felkelés, hiszen a yorki érsek támogatja őket ügyükben.
Második szín
A főbíró felrója Falstaffnak az első részben elkövetett rablás esetét. Falstaff tereli témát, a csatában betöltött hősies szerepét hangsúlyozza, majd 1000 font értékű kölcsönt követel a főbírótól. A főbíró visszautasítja, elmegy. Falstaff kétségbe esik, esdeklő leveleket küld, amelyben megduzzadt lábujjára hivatkozik.
Harmadik szín
A felkelők csoportja – a yorki érsekkel együtt – megtárgyalja stratégiáit. Örömmel nyugtázzák, hogy csak a király csapatainak töredékével kell harcba szállniuk, hiszen a hadsereg nagyobb része Walesben van elfoglalva.

### Második felvonás
Első szín
Sürge asszony pert kezdeményez Falstaff ellen, mert amaz évekig hitegette azzal, hogy elveszi, eközben viszont kiforgatta a pénzéből. Falstaff először bolondnak nevezi, de később megújítja nősülési szándékát.
Második szín
A herceg megvallja Poinsnak, hogy elszomorítja apja betegsége. Bardolph és Falstaff apródja levelet hoznak a hercegnek, amelyben Falstaff figyelmezteti a herceget Poins szándékaira. Eszerint Poins azt tervezi, hogy húga és a herceg egybekelnek, de a herceg előtt tagadja ezt. A herceg és Poins elhatározzák, hogy álruhában keresik fel a Lepedő Dollyval vacsorázó Falstaffot.
Harmadik szín
Lady Percy és Lady Northumberland lebeszéli Northumberlandet a yorki érsek seregeihez való csatlakozásról, hiszen Northumberland korábban sem volt hű az elveihez, mikor elárulta Lady Percy megboldogult férjét, Hővért. Northumberland Skóciába távozik.
Negyedik szín
Falstaff, Lepedő Dolly és Sürge asszony épp vacsoráját fogyasztja a fogadóban. Pistol megzavarja őket, de Bardolph elküldi őt. Falstaff eközben becsmérlően beszél Dollynak a hercegről, nem is sejtve, hogy az álruhát öltött herceg és Poins fültanúja beszédének. A két férfi felfedi magát, zavarba ejtve Falstaffot. Végül a hercegnek távoznia kell apjához.

### Harmadik felvonás
Első szín
A király Warvick és Surrey társaságában a II. Richárd által megjövendölt prófécián tanakodik. Warwick aludni küldi a nyugtalan királyt, akinek állapota egyre romlik.
Második szín
Falstaff sereget toboroz, amelyben régi cimborái, Balga és Hallga sietnek segítségére. Falstaff nem hallgat Balga javaslataira és a felsorakozott újoncok közül Árnyékra, Véznára és Bibircsre esik a választása.

### Negyedik felvonás
Első szín
Galtres erdejébe érkeznek a felkelők: az érsek, Lord Mowbray és Lord Hastings. Westmorland is megérkezik, és továbbítja a lázadók követeléseit a királyi hadsereg vezetőjének, János hercegnek.
Második szín
János elfogadja a pontokat és együtt iszik a fegyvertelen felkelőkkel. Ám nem sokkal később letartóztatja őket árulásért.
Harmadik szín
Falstaff találkozik Coleville-lel, a felkelők egyik vezetőjével, majd – felfedve kilétét – átadja János hercegnek a megrémült Coleville-t. Coleville-t Yorkba küldik, ahol hamarosan sor kerül a kivégzésére. Eközben a király állapota súlyosbodik, s a nemesek visszatérnek Londonba.
Negyedik szín
A király elpanaszolja aggodalmát Warwicknek: tart attól, hogy mi lesz a királyság sorsa a halála után. Warwick megnyugtatja, hogy a herceg csupán azért tölt ennyi időt nem helyénvaló emberek társaságában, hogy tanulmányozza viselkedésüket és ezáltal jó uralkodó váljon belőle. Westmorland jó híreket hoz a csatatérről, de a királyt hirtelen roham rázza meg, amelynek következtében elalszik, a koronát pedig a párnájára teszik.
Ötödik szín
Megérkezik a herceg, aki egyedül marad halottnak hitt apjával és saját fejére teszi a koronát. Miután a herceg elmegy, a király felébred, meggyőződve arról, hogy fia a halálát – és ezzel együtt a hatalmat – kívánja. A herceg visszatér, és a félreértések rendeződnek. A király – meggyőződve rövidesen bekövetkező haláláról – beszámol arról, hogy a prófécia szerint Jeruzsálemben éri a halál, de a kereszteshadjárat hősi tusája helyett csak a Jeruzsálem-terem, a királyi hálóterem teljesedik be a jövendölésből.

### Ötödik felvonás
Első szín
A hadjáratból visszafelé tartó Falstaff betér Balga házába, ahol örömmel látja Balga szolgálója, Dávid szorgalmas munkáját. Elhatározza, hogy Balgáról szóló történetekkel fogja szórakoztatni a herceget.
Második szín
A király meghal, így az egész udvar összegyűlik a gyász idejére. A herceg magasztos beszédet tart, amelyben biztosítja alattvalóit, hogy királyként jól fogja igazgatni birodalmát.
Harmadik szín
Falstaff díszes társasággal mulat, amikor Pistol meghozza a hírt: új királya lett a birodalomnak. Falstaff megörül a felkínálkozó lehetőségeknek és az udvarba siet.
Negyedik szín
Lepedő Dollyt és Sürge asszonyt gyilkosság vádjával letartóztatják.
Ötödik szín
Megkezdődik V. Henrik koronázási ceremóniája. Falstaff megörül, hogy anyagi helyzete rendeződik a királlyal való régi barátság okán. Azonban a király nem hajlandó beszélni vele, elhajtja és börtönnel fenyegeti, ha a közelébe jön. Szó esik Anglia esetleges háborújáról Franciaország ellen.

### Epilógus
Az epilógust egy táncos adja elő, aki utal a darab folytatására és Falstaff halálára is. A táncos arra is emlékezteti a nézőt, hogy Falstaff karaktere nem azonos Sir John Oldcastle személyével.

## A magyar fordítások
Ugyan a IV. Henrik első részének öt felvonásából már 1845-ben született fordítás Matisz Pál és Egressy Gábor tollából, de a darab két részének első teljes magyar fordítását Lévay József készítette 1867-ben. Lévay fordítása a Kisfaludy-társaság Shakespeare-összkiadásában jelent meg.
A második fordítást Vas István készítette 1948-ban, a Franklin-Társulat gondozásában. Vas István így vall a Shakespeare-fordítás folyamatáról Vonzások és választások című, 1978-as tanulmánykötetében: „igyekeztem elkerülni a múlt század második felének magyar Shakespeare-stílusát, melyet Shakespeare-től nagyon idegennek érzek, s azt hiszem, hogy a mi dekadensebb s egyben nyersebb nyelvezetünk hamarább talál utat az ő régiségéhez.”
2016-ban Nádasdy Ádám újrafordította a dráma mindkét részét az Örkény Színház felkérésére. A fordítás 2018-ban jelent meg a Magvető Kiadónál A velencei kalmár, a Lear király, illetve a Szeget szeggel fordítását tartalmazó kötet részeként. Nádasdy – saját beszámolója szerint – viszonylag szabadon, a szövegtől merészebben eltérve fordított, a helyzet hangulatára téve a hangsúlyt. A hely- illetve személyneveket gyakran egyszerűbb alakban jelenítette meg a könnyebb érthetőség és követhetőség érdekében.

## A darab a magyar színházakban
Az Országos Színháztörténeti Múzeum és Intézet adatbázisa a IV. Henrik húsz előadását tartja számon 2017-ig. A közönség először 1845-ben láthatta a darabot, Egressy Gábor és Matisz Pál fordításában és rendezésében a pesti Nemzeti Színházban. Az adattár ezen felül négy előadást jegyez a 19. századból, ebből kettő a darab első részének színrevitele. 1916-ban a mű két részét külön-külön játszották, Ivánfi Jenő rendezésében. 1942-ben Fábri Zoltán rendezésében is láthatták a nézők a IV. Henriket. Ezután már csak hét alkalommal került színpadra a 20. század második felében. Zsámbéki Gábor 1980-as produkciója két külön drámaként jelenítette meg a darabot. A későbbiekben a két részt egy drámaként játszották. Az utolsó nyilvántartott IV. Henrik-előadást Mácsai Pál rendezte 2017-ben, az Örkény Színházban.

## A darab filmes adaptációi
Az első IV. Henrik-adaptációnak a BBC 1959-es, hétrészes sorozata, a The Life and Death of Sir John Falstaff tekinthető. A következő adaptáció nem sokkal később, 1960-ban született, ugyancsak a BBC-től. Az An Age of Kings egy tizenöt részből álló sorozat, amely már önálló egységként tartalmazza a dráma második részét. 1979-ben a BBC televíziós Shakespeare-projektje ismét vászonra vitte a IV. Henrik két részét: Jon Finch alakította IV. Henrik királyt, Anthony Quayle pedig Falstaff karakterét. (A legújabb filmváltozat a Koronák harca (angol: The Hollow Crown) című 2012-es filmsorozat Jeremy Irons, Tom Hiddleston és Simon Russel Beale főszereplésével.
Orson Welles 1965-ös Falstaff című filmjének fő cselekményszála a IV. Henriket dolgozza fel, de a film más Shakespeare-darabokból is válogat. Az 1991-es kultuszfilm, az Otthonom, Idaho (angolul: My Own Private Idaho) Shakespeare második tetralógiájának műveiből merít, hangsúlyozva az apa és fiú kapcsolatát, illetve a fiú útkeresését a 90-es évek Amerikájában.